# Палац Правосуддя (Ресіфі)
Палац Правосуддя (порт. Palácio da Justiça) — адміністративна будівля на Площі Республіки в районі Санту-Антоніу міста Ресіфі, Пернамбуку, Бразилія; місце засідання Трибуналу Правосуддя, найвищого судового органу штату.